# Drabescus nitens
Drabescus nitens är en insektsart som beskrevs av Carl Stål 1870. Drabescus nitens ingår i släktet Drabescus och familjen dvärgstritar. Inga underarter finns listade i Catalogue of Life.